# Æselfoder
Æselfoder (Onopordum acanthium) er en dækfrøet plante i Kurvblomst-familien. Det er en 1-2 meter høj hvidfiltet og tornet plante, der har nedløbende blade i op til 2 centimeter brede vinger på stænglen. Blomsterkurven er 2-6 centimeter i diameter. Blomsterne er rødlilla. På engelsk hedder den Scotch (or Scottish) thistle, men må ikke forveksles med spear thistle (Cirsium vulgare), på dansk horsetidsel, der også kaldes Scotch eller Scottish thistle, og som er Skotlands nationalblomst.
I Danmark vokser den hist og her på affaldspladser, vejkanter og strandvolde.